# Kobbi Nissim
Kobbi Nissim (en hébreu : קובי נסים) est un informaticien théoricien,  professeur au département d'informatique de l'université de Georgetown et professeur affilié au Georgetown University Law Center (en). 

## Carrière
Kobbi Nissim étudie au département de génie électrique de l'université de Tel Aviv (1984–1987) et obtient un B.Sc. en génie électrique ; en 1995–1996, il prépare un M.Sc. en informatique à l'Institut Weizmann, obtenu avec une thèse intitulée « On the Design and Use of Efficient Interactive Proofs », et dirigée par Uri Feige. Il obtient en 2001 un Ph.D. à l'Institut Weizmann sous la supervision de Moni Naor avec une thèse intitulée « On the Construction of Efficient Cryptographic Protocols »,
De 2009 à 2017 Kobbi Nissim est successivement « Lecturer », « Senior Lecturer », professeur associé et enfin professeur titulaire d'informatique au Département d'informatique de l'Université Ben Gourion. Entre 2009 et 2011, il est aussi « Senior Researcher » chez  Microsoft Audience Intelligence, en Israël (en congé de l'université). De 2012 à 2017, il est membre du « Center for Research on Computation and Society » (CRCS) de l'université Harvard. En 2017, il est nommé professeur à l’université de Georgetown.

## Recherche
Kobbi Nissim travaille l'établissement de pratiques rigoureuses pour la protection de la vie privée en informatique : il s'agit d'identifier des problèmes qui peuvent résulter de la collecte, du partage et du traitement d'informations. Ces problèmes peuvent être formalisés et étudiés en vue de créer des pratiques solides et des solutions techniques. Il est notamment intéressé par des liens avec la cryptographie, l'apprentissage automatique, la théorie des jeux, la théorie de la complexité, l'algorithmique, les statistiques, les bases de données, et la connaissance des lois et règlements protégeant la vie privée. Il est connu comme spécialiste de la confidentialité différentielle.
Dans le domaine des fondements de la confidentialité, Kobbi Nissim est l'un des initiateurs (PODS 2003), honoré par le prix Alberto O. Mendelzon Test-of-Time Award décerné en 2013. Il participe à l'introduction de la définition de la confidentialité différentielle (Theory of Cryptography Conference TCC 2006). Il introduit certaines constructions générales pour les algorithmes de confidentialité différentielle, et il étudie la confidentialité différentielle en conjonction avec divers objectifs, comme l'apprentissage automatique, la communication des données privées, la conception et l'analyse de mécanismes en relation avec les réseaux sociaux. Depuis 2011, Kobbi Nissim participe au projet « Privacy Tools » de Harvard qui développe des outils de préservation de confidentialité dans le partage de données en sciences sociales.
Auparavant, Kobbi Nissim a travaillé en cryptographie, sur le protocole d'évaluation sûre de fonction, y compris le premier protocole efficace de communication du problème des millionnaires (en) de Andrew Yao. Il y introduit un système de cryptage appelé BGN d'après les initiales de leurs inventeurs, et y introduit les notions d'approximation confidentielle et de recherche confidentielle.

## Prix et distinctions
- 2018 : Test-of-Time Award de la Theory of Cryptography Conference (TCC)[3] pour la première version de ce même article, publiée en 2005 sous le titre « Evaluating 2-DNS Formulas on Ciphertexts » avec Dan Boneh et Eu-Jin Goh.
- 2017 : Prix Gödel avec Cynthia Dwork, Frank McSherry et Adam D. Smith, pour leur article fondateur sur la confidentialité différentielle[4].

- 2016 : Test-of-Time Award de la Theory of Cryptography Conference (TCC)[3] pour la première version de ce même article, publiée en 2006 sous le titre « Calibrating Noise to Sensitivity in Private Data Analysis » avec Cynthia Dwork, Frank McSherry et Adam D. Smith.

- 2013 : ACM PODS Alberto O. Mendelzon Test-of-Time Award pour l'article « Revealing information while preserving privacy » avec Irit Dinur[5]